# Distretto di Miyako (Okinawa)
Il distretto di Miyako (宮古郡, Miyako-gun?) è uno dei distretti della prefettura di Okinawa, in Giappone.
Attualmente fa parte del distretto solo il comune di Tarama.